# 塩入亮忠
塩入 亮忠（しおいり りょうちゅう、1889年6月23日 - 1971年12月23日）は、天台宗の僧侶、仏教学者。第13代大正大学学長。雅号・一乗子、別名・汲海。

## 生涯
1889年、長野県小県郡神川村（現上田市）に生まれる。1901年、東京浅草寺で得度。天台宗大学(現・大正大学)で学び、1915年に卒業。大谷大学研究科で華厳、唯識、天台宗学を学びつつ、奈良の華厳宗本山東大寺勧学院でも修めた。
1918年より天台宗大中学講師、1927年より大正大学講師となる。研究雑誌「伝教大師研究」を創刊。第2代駒込中学校長・理事長を務めた。1931年より大正大学教授。1951年、同大学学長に就任。1959年に定年退職し名誉教授。1961年、「伝教大師の思想と教学の研究」により東洋大学で文学博士号。
浅草寺執事長、宗務総長、探題。浅草寺法善院住職、川越喜多院の住職を務めた。

## 著書
- 『伝教大師』伝教大師奉讃会 1937。各・正式な表記は「傳教大師」
- 『新時代の伝教大師の教学』大東出版社 1939
- 『観音全集 第1巻 観音信仰への道』有光社 1940

### 訳・共編
- 『国訳一切経 和漢撰述 第60 諸宗部 第17』関口真大共訳、大東出版社 1959
- 『世界教育宝典 仏教教育宝典 3 伝教大師 弘法大師集』中野義照共編、玉川大学出版部 1972

## 論文
- Cinii

## 注
1. ↑  日本人名大辞典 講談社 2009年
2. ↑  20世紀日本人名事典日外アソシエーツ 2004年